# Albert Ramos-Viñolas
Albert Ramos-Viñolas (ur. 17 stycznia 1988 w Barcelonie) – hiszpański tenisista, reprezentant w Pucharze Davisa, olimpijczyk z Rio de Janeiro (2016).

## Kariera tenisowa
W gronie profesjonalistów Ramos-Viñolas jest od 2004 roku.
W rozgrywkach kategorii ATP Tour Ramos zwyciężył czterokrotnie z dwunastu rozegranych finałów. Wygrywał też turnieje z cyklu ATP Challenger Tour.
W grze podwójnej Hiszpan jest finalistą jednego turnieju.
W 2013 roku zadebiutował w reprezentacji Hiszpanii w Pucharze Davisa.
Hiszpan w 2016 zagrał w singlu na igrzyskach olimpijskich w Rio de Janeiro, odpadając z rywalizacji w 1. rundzie.
W rankingu gry pojedynczej Ramos-Viñolas najwyżej był na 17. miejscu (8 maja 2017), a w klasyfikacji gry podwójnej na 117. pozycji (5 marca 2018).

### Finały w turniejach ATP Tour
| Legenda                                      |
| -------------------------------------------- |
| Wielki Szlem                                 |
| Igrzyska olimpijskie                         |
| Tennis Masters Cup / ATP Finals              |
| ATP Masters Series / ATP Tour Masters 1000   |
| ATP International Series Gold / ATP Tour 500 |
| ATP International Series / ATP Tour 250      |

#### Gra pojedyncza (4–8)
| Końcowy wynik | Nr | Data                | Turniej     | Nawierzchnia | Przeciwnik              | Wynik finału        |
| ------------- | -- | ------------------- | ----------- | ------------ | ----------------------- | ------------------- |
| Finalista     | 1. | 15 kwietnia 2012    | Casablanca  | Ceglana      | Pablo Andújar           | 1:6, 6:7(5)         |
| Zwycięzca     | 1. | 17 lipca 2016       | Båstad      | Ceglana      | Fernando Verdasco       | 6:3, 6:4            |
| Finalista     | 2. | 2 października 2016 | Chengdu     | Twarda       | Karen Chaczanow         | 7:6(4), 6:7(3), 3:6 |
| Finalista     | 3. | 6 marca 2017        | São Paulo   | Ceglana      | Pablo Cuevas            | 7:6(3), 4:6, 4:6    |
| Finalista     | 4. | 23 kwietnia 2017    | Monte Carlo | Ceglana      | Rafael Nadal            | 1:6, 3:6            |
| Finalista     | 5. | 11 lutego 2018      | Quito       | Ceglana      | Roberto Carballés Baena | 3:6, 6:4, 4:6       |
| Zwycięzca     | 2. | 28 lipca 2019       | Gstaad      | Ceglana      | Cedrik-Marcel Stebe     | 6:3, 6:2            |
| Finalista     | 6. | 3 sierpnia 2019     | Kitzbühel   | Ceglana      | Dominic Thiem           | 6:7(0), 1:6         |
| Finalista     | 7. | 28 lutego 2021      | Córdoba     | Ceglana      | Juan Manuel Cerúndolo   | 0:6, 6:2, 2:6       |
| Zwycięzca     | 3. | 2 maja 2021         | Estoril     | Ceglana      | Cameron Norrie          | 4:6, 6:3, 7:6(3)    |
| Zwycięzca     | 4. | 6 lutego 2022       | Córdoba     | Ceglana      | Alejandro Tabilo        | 4:6, 6:3, 6:4       |
| Finalista     | 8. | 23 lipca 2023       | Gstaad      | Ceglana      | Pedro Cachín            | 6:3, 0:6, 5:7       |

#### Gra podwójna (0–1)
| Końcowy wynik | Nr | Data          | Turniej | Nawierzchnia | Partner        | Przeciwnicy                   | Wynik finału   |
| ------------- | -- | ------------- | ------- | ------------ | -------------- | ----------------------------- | -------------- |
| Finalista     | 1. | 14 lipca 2013 | Båstad  | Ceglana      | Carlos Berlocq | Nicholas Monroe Simon Stadler | 2:6, 6:3, 3–10 |